# マイスターシャーレ
マイスターシャーレ （ドイツ語: Meisterschale）はドイツのプロサッカーリーグ、ブンデスリーガの優勝者に授与されるトロフィーである。
マイスターシャーレが使用されたのは第二次世界大戦後の1949年（当時・ドイツ・サッカー選手権）からで、1903年から1944年までは勝利の女神ニケの彫像をトロフィーとしていた。しかし、戦災で彫像が失われたため、マイスターシャーレが使用されることになった。シャーレのデザインはエリザベート・トレスコヴによるもので、5.5kgのスターリングシルバー製で、5つのカボション・カットのトルマリンの珠がはめ込まれている。さらに1981年にはその外縁に71,98カラットの同様のトルマリンが5つあしらわれた。その周りには歴代優勝チームの名前が刻まれることになっている。近年、刻印するスペースが少なくなったので拡大された。なお、材質等を基にした価値は約200万円ほどと質素である。

## メモ
ブンデスリーガをモデルとしているJリーグでもトロフィーはマイスターシャーレである。ただし、Jリーグのシャーレはウィンブルドン選手権から着想を得ている。